# Quintenas
Quintenas is een gemeente in het Franse departement Ardèche (regio Auvergne-Rhône-Alpes). De plaats maakt deel uit van het arrondissement Tournon-sur-Rhône. Quintenas telde op 1 januari 2022 1.750 inwoners.

## Geografie
De oppervlakte van Quintenas bedroeg op 1 januari 2022 14 vierkante kilometer; de bevolkingsdichtheid was toen 125 inwoners per km².
De onderstaande kaart toont de ligging van Quintenas met de belangrijkste infrastructuur en aangrenzende gemeenten.

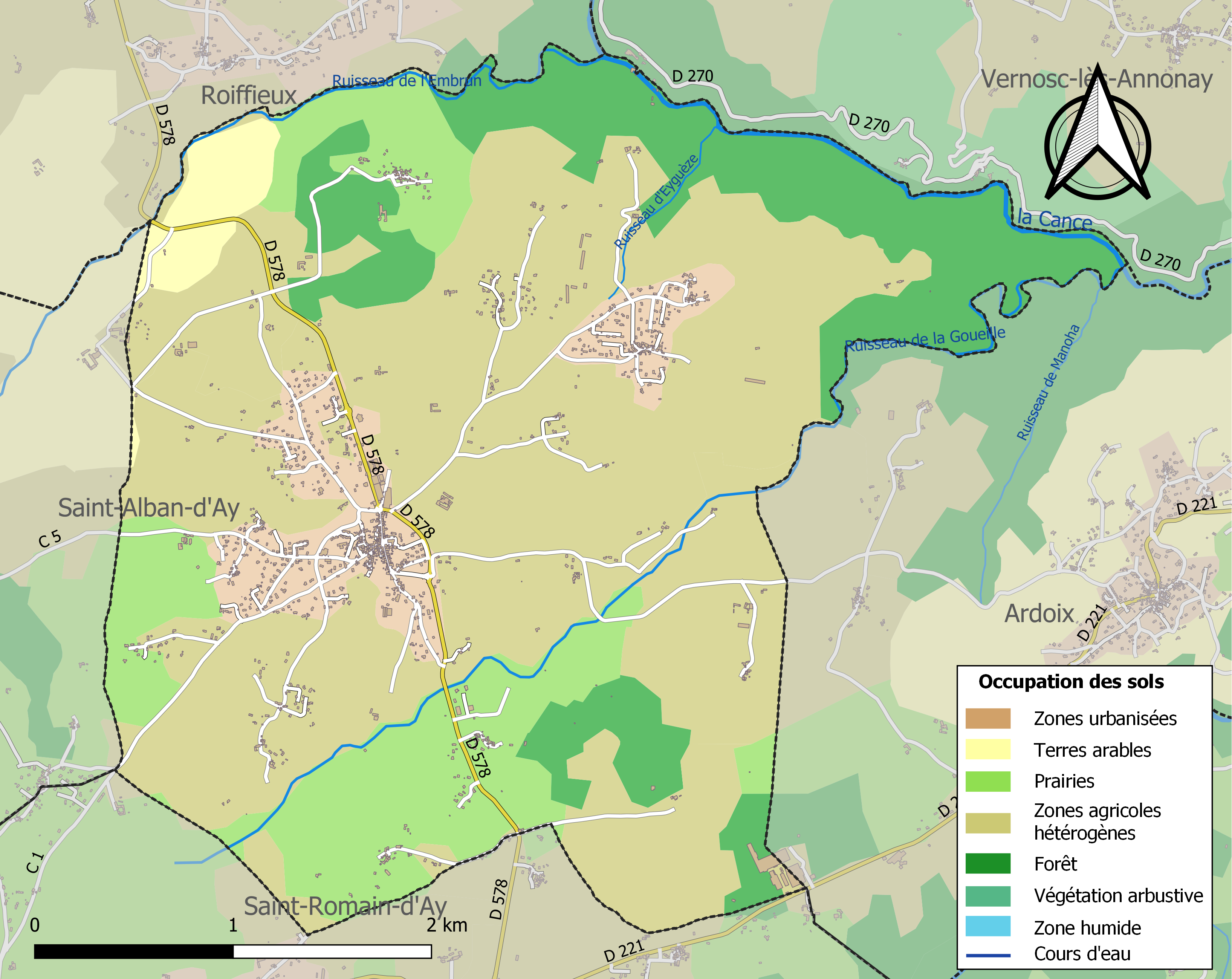

## Demografie
Onderstaande figuur toont het verloop van het inwonertal (bron: INSEE-tellingen).

Vanwege een beveiligingsprobleem met de MediaWiki Graph-software is het momenteel niet mogelijk deze grafiek weer te geven. Zodra de software is bijgewerkt zal de grafiek vanzelf weer zichtbaar worden.